# Michael Schnitzler
Michael Schnitzler (* 7. August 1944 in Berkeley, Vereinigte Staaten) ist ein österreichischer Musiker und Naturschützer.

## Konzertgeiger und Violinprofessor
Michael Schnitzler wurde 1944 in Kalifornien als Sohn österreichischer Eltern, die 1938 emigrierten, geboren. Sein Vater war der Schauspieler und Regisseur Heinrich Schnitzler, sein Großvater war der bedeutende Erzähler und Dramatiker Arthur Schnitzler. 1959 übersiedelte er mit seiner Familie wieder nach Wien, wo er an der Musikakademie Violine studierte und bereits mit 15 Jahren als Substitut bei den Wiener Philharmonikern spielte. Von 1967 bis 1983 war er Erster Konzertmeister der Wiener Symphoniker, und von 1982 bis zu seiner Pensionierung 2006 ordentlicher Professor für Violine an der Universität für Musik und darstellende Kunst in Wien. Seit 1965 ist er Geiger des Haydn-Trio Wien, mit dem er Konzertreisen durch die ganze Welt unternimmt, zahlreiche Aufnahmen machte und 30 Jahre lang einen Zyklus für die Wiener Konzerthausgesellschaft gespielt hat. Insgesamt hat Michael Schnitzler mehr als 3000 Konzerte gespielt.

## Naturliebhaber und Naturschützer
Die große Leidenschaft von Michael Schnitzler sind Naturreisen. Er unternahm Wandertouren in Peru, Kanada und Ladakh, bestieg den Kilimandscharo und den Cotopaxi in Ecuador, unternahm Safaris in Afrika, tauchte im Roten Meer, im Indischen Ozean und in der Karibik und durchfuhr mit einem Floß den gesamten Grand Canyon. Reisen führten ihn zu den Galapagos-Inseln, in die Antarktis, nach Alaska und Grönland. Bei seinen Reisen in mehrere tropische Länder bildete sich sein Interesse an Regenwäldern heraus.
1989 kaufte Schnitzler ein Haus am Rande des Regenwaldes bei Golfito im Süden Costa Ricas mit der Absicht, dort seine Ferien zu verbringen. Bald darauf wurde er auf die Zerstörung der umliegenden Regenwälder aufmerksam und wurde aktiv. 1991 wurde der Esquinas-Regenwald durch die costa-ricanische Regierung zum Nationalpark erklärt, jedoch blieb dies ohne nennenswerte Schutzwirkung für die Ökosysteme, da die Flächen in privatem Besitz waren. Die Flächen des „Papier-Parks“ gingen nach und nach in den Besitz der Nationalparkverwaltung über, jedoch blieben zahlreiche Genehmigungen für einen Einschlag in Kraft, und die Abholzung wurde unvermindert fortgesetzt. Michael Schnitzler gründete daraufhin einen Verein mit dem Namen „Regenwald der Österreicher“ mit der Absicht, Spenden für den Kauf und die Sicherung des Esquinas-Regenwaldes zu sammeln. Schnitzler ist mittlerweile Besitzer der Esquinas Rainforest Lodge in Costa Rica.

## Auszeichnungen
- 1995: Konrad-Lorenz-Preis
- 1997: Großes Ehrenzeichen für Verdienste um die Republik Österreich[3]
- 2006: Goldenes Ehrenzeichen der Universität Wien
- Silbernes Ehrenzeichen für Verdienste um die Republik Österreich